# Стонінгтон (Іллінойс)
Стонінгтон (англ. Stonington) — селище (англ. village) в США, в окрузі Крістіан штату Іллінойс. Населення — 837 осіб (2020).

## Географія
Стонінгтон розташований за координатами 39°38′19″ пн. ш. 89°11′32″ зх. д. / 39.63861° пн. ш. 89.19222° зх. д. (39.638532, -89.192109).  За даними Бюро перепису населення США в 2010 році селище мало площу 1,19 км², уся площа — суходіл.

## Демографія
Згідно з переписом 2010 року, у селищі мешкали 932 особи в 371 домогосподарстві у складі 272 родин. Густота населення становила 782 особи/км².  Було 403 помешкання (338/км²).
Расовий склад населення:
| - 98,2 % — білих - 0,6 % — азіатів - 0,4 % — чорних або афроамериканців |

До двох чи більше рас належало 0,3 %. Частка іспаномовних становила 1,0 % від усіх жителів.
За віковим діапазоном населення розподілялося таким чином: 27,1 % — особи молодші 18 років, 54,8 % — особи у віці 18—64 років, 18,1 % — особи у віці 65 років та старші. Медіана віку мешканця становила 37,4 року. На 100 осіб жіночої статі у селищі припадало 93,0 чоловіків;  на 100 жінок у віці від 18 років та старших — 93,4 чоловіків також старших 18 років.
Середній дохід на одне домашнє господарство  становив 63 940 доларів США (медіана — 58 125), а середній дохід на одну сім'ю — 67 154 долари (медіана — 64 375). За межею бідності перебувало 18,5 % осіб, у тому числі 32,8 % дітей у віці до 18 років та 1,4 % осіб у віці 65 років та старших.
Цивільне працевлаштоване населення становило 433 особи. Основні галузі зайнятості: освіта, охорона здоров'я та соціальна допомога — 21,9 %, роздрібна торгівля — 12,0 %, будівництво — 10,4 %, виробництво — 9,2 %.